# ماكسيميليانو بيناسي
ماكسيميليانو بيناسي (بالإيطالية: Massimiliano Benassi)‏ (11 نوفمبر 1981 بألاتري في إيطاليا - ) هو لاعب كرة قدم إيطالي في مركز حراسة المرمى. لعب مع نادي بيروجيا ونادي ريجينا ونادي ساسولو ونادي سيينا ونادي ليتشي وUS Poggibonsi ‏ وAC Sansovino ‏ ونادي أريتسو ويوفي ستابيا وAPD Sangimignano ‏.

## روابط خارجية
- ماكسيميليانو بيناسي على موقع قاعدة بيانات كرة القدم.إي يو (الإنجليزية)
- ماكسيميليانو بيناسي على موقع Soccerway.com (الإنجليزية)
- ماكسيميليانو بيناسي على موقع عالم كرة القدم.نت (الإنجليزية)